# Rock with You
«Rock with You» (с англ. — «Зажигать с тобой») — песня американского певца Майкла Джексона, написанная Родом Темпертоном и спродюсированная Куинси Джонсом. Второй сингл из пятого студийного альбома Джексона Off the Wall. Был выпущен в ноябре 1979 года на лейбле Epic Records.
На песню был снят стандартный для конца 70-х гг. простой малобюджетный видеоклип. Композиция возглавила американские чарты Billboard Hot 100 и Hot R&B/Hip-Hop Songs, стала третьей в Канаде и Новой Зеландии. «Rock with You» получила пять платиновых сертификатов в США и золотой в Великобритании.

## История создания и выпуск сингла
«Rock with You» была написана Родом Темпертоном. Демоверсию песни, содержавшую лишь сырую инструментальную запись, он отправил Карен Карпентер и предложил ей записать эту композицию для её так и не выпущенного впоследствии дебютного альбома. Певица отказалась, поскольку «Rock with You» не подходила ей по звучанию. Тогда её предложили записать Майклу Джексону, ему понравилась «Rock with You», поскольку она достаточно серьёзно отличалась от его предыдущих сольных работ и от того, что он записывал в группе The Jacksons. В результате, композиция была доработана и вошла в его пятый студийный альбом Off the Wall. Текст песни повествует о влюблённости, музыкант предлагает любимой девушке потанцевать с ним и «окунуться в ритм» (англ. «Let the rhythm get into you»).
Композиция была выпущена в качестве второго сингла из альбома Джексона. Релиз состоялся в начале ноября 1979 года на лейбле Epic Records, в продажу поступили 7-дюймовые виниловые пластинки. «Rock with You» возглавила американские чарты Billboard Hot 100 и Hot R&B/Hip-Hop Songs, стала третьей в Канаде и Новой Зеландии и четвёртой в хит-параде Австралии. Песня получила пять платиновых сертификатов в США и золотой в Великобритании.
Песня вошла в сборники хитов Джексона: первый диск двухдискового издания альбома HIStory: Past, Present and Future, Book I, Number Ones, The Essential Michael Jackson.

## Видеоклип
Видеоклип на песню был снят телережиссёром Брюсом Гауэрсом, и представлял собой стандартный для конца 70-х гг. рекламный музыкальный ролик, так называемое «промо». Режиссёр вспоминал: «Тогда мы снимали за гроши, и всё, что мы могли себе позволить — это лазер, стоивший порядка 3 000 долларов. Поэтому, когда вы смотрите этот ролик, вы видите только лазер и Майкла Джексона».
«Rock with You» вошёл в сборники видеоклипов певца: Number Ones и Michael Jackson’s Vision и Video Greatest Hits — HIStory.

## Реакция критиков
Критик портала The A.V. Club Стивен Хайден назвал «Rock with You» своей самой любимой песней вообще: «Неполный список того, что я в ней люблю: открывающее соло на ударных; бэк-вокал в припевах; строки „Girl, when you dance, there’s a magic that must be love“ — момент самого чистого счастья в поп-песне; прекрасное инструментальное соло, напоминающее звуки дельфина, записанные через вокодер; эта композиция сексуальна и невинна одновременно». В Billboard также отметили двусмысленность текста песни и сравнили её с предыдущим синглом Джексона из Off the Wall: «„Rock with You“ медленнее и фанковее „Don’t Stop ’Til You Get Enough“, а в строчке „Just take it slow/‘cause we got so far to go“ в его голосе слышна хрипотца».

## Концертные выступления
«Rock with You» вошла в сет-листы туров группы The Jacksons: Destiny Tour (1979 — 80 гг.), Triumph Tour (1981), Victory Tour (1984). Джексон также исполнял эту композицию в рамках сольных турне: Bad World Tour (1987 — 89 гг.) и HIStory World Tour (1996 — 97 гг.). Кроме того, песня вошла в сет-лист тура This Is It, опубликованный в марте 2009 года, турне не состоялось в связи со смертью певца.

## Участники записи
| - Род Темпертон — музыка, текст, аранжировка вокала и ритма - Майкл Джексон — вокал, бэк-вокал - Бобби Уотсон — бас-гитара - Джон Робинсон — ударные - Дэвид Уильямс, Марио Хендерсон — гитары - Грег Филингейнс, Майкл Боддикер — синтезаторы - Дэвид Волынски — электрическое фортепиано - «Seawind Horns» — духовые: - Джерри Хэй — аранжировка духовых, труба, флюгельгорн | - - Ларри Уильямс — теноровый и альтовый саксофоны, флейта - Ким Хатчкрофт — баритоновый и теноровый саксофоны, флейта - Уильям Рейченбах — тромбон - Гари Грант — труба - Бен Райт — аранжировка струнных - Джеральд Винчи — концертмейстер |

## Список композиций
- 7" (номер в каталоге Epic Records — 9-50797)[3]

| №  | Название        | Длительность |
| -- | --------------- | ------------ |
| 1. | «Rock with You» | 3:20         |

| №  | Название                | Длительность |
| -- | ----------------------- | ------------ |
| 2. | «Working Day And Night» | 4:55         |

- 7" (номер в каталоге Epic Records — S EPC 8206)[3]

| №  | Название        | Длительность |
| -- | --------------- | ------------ |
| 1. | «Rock with You» | 3:20         |

| №  | Название           | Длительность |
| -- | ------------------ | ------------ |
| 2. | «Get on the Floor» | 4:44         |

## Позиции в чартах и сертификации
| Чарт (1980)             | Высшая позиция |
| ----------------------- | -------------- |
| Австралия               | 4              |
| Великобритания          | 7              |
| Ирландия                | 11             |
| Канада                  | 3              |
| Новая Зеландия          | 3              |
| США (Hot 100)           | 1              |
| США (R&B/Hip-Hop Songs) | 1              |

| Хит-парад (1980)                 | Позиция |
| -------------------------------- | ------- |
| США (Billboard Top Pop Singles)  | 4       |
| США (Billboard Top Soul Singles) | 2       |

| Страна               | Сертификат    |
| -------------------- | ------------- |
| Великобритания (BPI) | Золотой       |
| Дания (IFPI)         | Золотой       |
| США (RIAA)           | 5× Платиновый |